# 錫納奧塔
錫納奧塔是玻利維亞的城鎮，位於該國中部，由科恰班巴省負責管轄，距離首府科恰班巴183公里，海拔高度267米，每年平均降雨量約2,300毫米，2010年人口6,011。

## 外部連結
- Map of Tiraque Province
- www.ine.gov.bo